# Master Korin
Master Korin (jap:Karin) je besmrtna mačka iz anime/manga serijala Dragon Ball, koja živi na vrhu Korin tornja već preko 800 godina. Korin je božanstvo ispod Kamija. U Dragon Ball serijalu ima dosta veliku ulogu, trenirao je Gokua za vrijeme Commander Red Sage kako bi pobijedio plaćenika Taoa. Poznat je još po tome što uzgaja magični senzu grah za liječenje, koji raste samo u Korin tornju. 